# Bogud
Bogud (en berbère : ⴱⵓⴳⵓⴷ Bugud) est un roi de Maurétanie. Il gouverne conjointement le royaume avec son grand-frère Bocchus II, avec Bocchus régnant à l'Est de la rivière Moulouya, et son frère à l'Ouest. Il sera toutefois destitué en 38 av. J.-C., date à partir de laquelle son frère règne seul sur l’ensemble du royaume. Important allié de Jules César, Bogud a soutenu plus tard Marc Antoine dans la lutte pour le pouvoir entre Antoine et Octave. Il a été déposé par son frère, et a été tué lors du siège de Méthone, avant la bataille d'Actium.

## Soutien pour Jules César

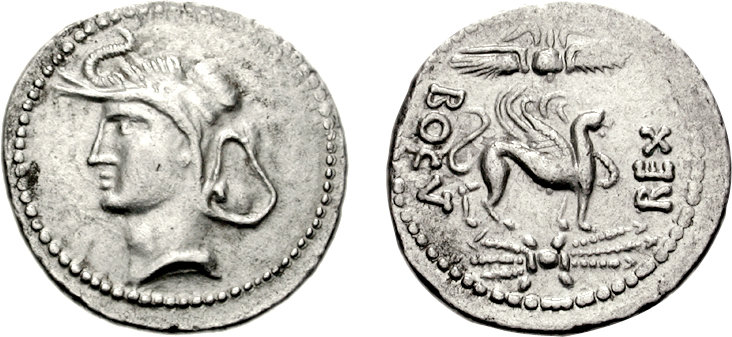
Denier de Bogud.

Bogud et Bocchus ont tous deux soutenu le général romain Jules César dans sa lutte contre les partisans de Pompée en Afrique (49-45 av. J.-C.). Dans une tentative de miner le soutien de César, Pompée attaqua le territoire de Bogud, mais fut repoussé. Cela a seulement provoqué Bogud a réaliser une action à grande échelle contre les Pompéiens. César envoya Publius Sitius pour aider Bogud dans une attaque sur le territoire du roi Juba I de Numidie, dont l'armée avançait pour rejoindre les Pompéiens. Bogud s'empara de la ville de Cirta, forçant Juba à rentrer chez lui avec son armée, abandonnant les Pompéiens.
Après la victoire de César sur les forces pompéiennes menées par Metellus Scipio, à la bataille de Thapsus en 46 av. J.-C., Bocchus obtint le contrôle d'une grande partie de la Numidie, prise à Juba. Bogud a également participé à la bataille de Munda, en lançant une importante attaque sur l'arrière de l'armée pompéienne, qui a eu pour effet de créer de la confusion parmi les Pompéiens, qui a bientôt brisé leurs forces.

## Hispanie
Pendant le gouvernement de Quintus Cassius Longinus d'Hispanie ultérieure, une rébellion a eu lieu qui a menacé le régime de César, qui n'avait jamais été populaire en Espagne. Cassius a demandé du soutien, ce que Bogud a fourni. Cependant, Lépide est intervenu sur les ordres de César pour faire médiation. Lépide a aidé à rétablir l'ordre, mais a négocié un accord avec les rebelles. Une attaque surprise par les auxiliaires de Bogud a été vaincue et Cassius a été forcé de démissionner. Bogud s'est ensuite retiré en Maurétanie.

## Soutien pour Antoine
Après l'assassinat de César en 44 av. J.-C., les deux dirigeants de Maurétanie ont pris des côtés opposés dans la scission qui s'est développée dans les forces césariennes. Bogud soutint Marc Antoine, tandis que Bocchus se tenait près d'Octave (plus tard l'empereur Auguste). Vers 38, Bocchus s'empare du territoire de Bogud pendant que Bogud faisait campagne en Espagne, et le force à fuir vers Antoine, à l'est. Bocchus devint alors le seul souverain de la Maurétanie et fut ainsi confirmé par Octave. Bogud est mort lors de la campagne Actium d'Antoine, pendant les combats à Méthone. À sa mort, le roi Bocchus II a légué la Maurétanie à Octave, en 33 av. J.-C.
Bogud était marié à Eunoé, qui était réputée être l'une des amantes de César.